# Explorer–6
Explorer–6 (angol: kutató) amerikai tudományos, Föld megfigyelő műhold. Explorer program az amerikai űrkutatás (darabszám, tudományos eredmények) legnagyobb űrkutatási programja.

## Küldetés
Feladata vizsgálni a mágneses teret, a sugárzási övezetek részecskéit, a korpuszkuláris sugárzást és ezek hatását a magnetoszférára.

## Jellemzői
A műholdat a pasadenai Jet Propulsion Laboratory (JPL), a California Institute of Technology űrkutatási laboratóriuma készítette. Üzemeltető a NASA.
Megnevezései:  COSPAR: 1959-004A; SATCAT kódja: 15.
1959. augusztus 7-én Cape Canaveralból az LC–17A  (LC–Launch Complex) jelű indítóállványról egy Thor DM-18 Able III hordozórakétával állították alacsony Föld körüli pályára (LEO = Low-Earth Orbit). Az orbitális pályája 754 perces, 47° hajlásszögű, elnyújtott elliptikus pálya perigeuma 238 kilométer, az apogeuma 41 900 kilométer volt.
Forgás stabilizált űreszköz. Gömb alakú műhold, tömege 64,4, hasznos tömege 14 kilogramm. A műszerek között kozmikus sugárzást jelző detektoron kívül egy belső- és két külső hőmérséklet érzékelő, egy orrkúp hőmérő, egy mikrómeteorit-becsapódás érzékelő mikrofon és egy mikrómeteorit-eróziót mérő műszervolt. Tesztelte a rádióhullámok terjedését a felső légkörben. Pásztázó kamerával fényképezték a Föld felső rétegeit (meteorológia). Telemetriai egysége a felszerelt antennákon keresztül biztosította a (vétel, adás) kapcsolatot. Az antennák is két szekcióban kerültek felszerelésre: az egyik egy üvegszálas belső rúdantenna volt, míg a másik egy négy rúdból álló kereszt-antenna, amelyet a forgás centrifugális ereje feszített ki. Az űreszközhöz négy napelemt rögzítettek, éjszakai (földárnyék) energia ellátását újratölthető nikkel-kadmium akkumulátorok biztosították. Csak három napelem nyílt ki teljesen, így az energia ellátás 63%-os volt. Összesen 827 óra analóg és 23 óra a digitális adatszolgáltatást biztosított.
Az űreszköz 1959. október 6-án energia ellátás, valamint adóhiba miatt beszüntette szolgálatát.
Az amerikai űrhadviselés technikai tesztelésekor 1959. október 19-én a B–47 Stratojetről egy légi indítású Bold Orion (WS 119B) rakétával megkísérelték lelőni, de a rakéta 6,4 kilométerrel elhaladt mellette.
1961. július 1-jén belépett a légkörbe és elégett.

## Külső hivatkozások
- Explorer–6. nasa.gov. [2011. október 19-i dátummal az eredetiből archiválva]. (Hozzáférés: 2014. május 4.)
- Explorer–6. nasa.gov. (Hozzáférés: 2014. május 4.)
- Explorer–6. astronautix.com. (Hozzáférés: 2014. május 4.)

| Elődje: Explorer–5 | Explorer-program 1958 | Utódja: Explorer–7 |